# Juan Rodríguez Suárez
Juan Rodríguez Suárez (Mérida de la Extremadura leonesa, Corona de Castilla, 1510 - Provincia de Venezuela, Imperio español, finales de septiembre de 1561) fue un explorador, conquistador, poblador y gobernador colonial que actuó en los territorios de las actuales repúblicas de Colombia y Venezuela y fundador de la provincia de Mérida.

## Biografía
Juan Rodríguez Suárez nació en 1510 en la ciudad de Mérida de la Extremadura leonesa que formaba parte de la Corona de Castilla, siendo hijo de Francisco Rodríguez y de Leonor Suárez. Su primer contacto con la Tierra Firme americana fue en territorio panameño, concretamente en la ciudad costera de Nombre de Dios hacia el año 1540, donde llegará en algunas de las expediciones que venían desde España o de Santo Domingo. Posteriormente se trasladó a la Nueva Granada en compañía de Juan Maldonado y Lope Montalvo de Lugo y Solís. 
Aparte de lo que se conoce históricamente de su trayectoria castrense, de su arrojo, de su carisma, de sus legendarias hazañas y de sus hijos naturales en el Nuevo Mundo, de la vida de Juan Rodríguez Suárez no se conocen mayores datos, ya que fue muy reservado en sus manifestaciones y jamás habló de sus padres y de sus ocupaciones antes de ser soldado.
Se sabe por otras personas, que aunque nunca estuvo casado, tuvo cinco hijos con Juana, una hermosa india de Tunja; y con otras aborígenes de la comarca, era padre de algunos mestizos más. 
En el Nuevo Reino de Granada, intervino en varias acciones de conquista y estuvo en la andina Tunja, fundada en 1539 por Gonzalo Suárez Rendón, donde convivió y compartió acciones castrenses con Francisco Ruiz y  Diego García de Paredes, y hasta con el cronista Pedro Cieza de León, puesto que todos militaron en las huestes de los capitanes Pedro de Ursúa y Suárez Rendón, cuando andaban en la conquista de aquellos territorios. 
En las crónicas de la época, se comenta que Rodríguez Suárez "era hombre honrado, principal y de mucho valor y calidad, y en tal reputación fue tenido por caballero." Por otro lado, el cronista fray Pedro de Aguado, manifiesta que la enemistad existente entre este y el capitán Juan Maldonado, provenía entre otras circunstancias, de que este, basado en supuesto abolengo familiar, llamaba a Rodríguez Suárez "perro moro, hijo de mora y zancarrón de Mahoma", dando a entender que no era "cristiano viejo" por ser converso, o tener ascendencia morisca. También se esgrimían razones de competencia castrense, y porque ambos pretendían casarse con doña María de Velasco, hija del capitán Ortún Velázquez de Velasco, residente en la Pamplona neogranadina.
Estas diferencias entre ambos capitanes y el incidente ocurrido cuando Maldonado detiene a Rodríguez Suárez, dividirá durante muchos años a los pobladores de la ciudad Mérida en dos bandos rivales, que se enfrentarán políticamente por varias décadas y generaciones.

## Conquista de la tierra
Rodríguez Suárez llegó a Santa Marta en 1541, después recorrerá el Nuevo Reino de Granada, con las huestes de su coterráneo Jerónimo Lebrón de Quiñones, quien se lanzó a la conquista de la altiplanicie andina buscando el mítico el Dorado. 
Sus primeros años en el Nuevo Reino de Granada, discurren como oscuro soldado; será a las órdenes del capitán Pedro de Ursúa, en la conquista y fundación de la Pamplona andina, cuando se haga notar su nombre, ya que fray Pedro de Aguado dirá de él  "entre todos nuestros españoles se señaló mucho un soldado, llamado por nombre Juan Rodríguez Suárez, natural de la ciudad de Mérida en Extremadura."

## Reconocimientos
Por estas cualidades, en 1554 es nombrado regidor y el 1 de enero de 1558 será electo alcalde ordinario de Pamplona. Con este nombramiento, ve el cielo abierto para proseguir y culminar su carrera militar. En marzo de 1558, el Cabildo nominaba a Rodríguez Suárez para que fuese a buscar y descubrir minas. 
A finales de junio de ese mismo año, emprenderá la empresa indagadora de las minas con 57 hombres, que con sus propios medios, los abastece y los pertrecha de caballos, armas y alimentos.  

## Espíritu fundador
Rodríguez Suárez y sus hombres marcharon hacia la Sierra Nevada, desde los llanos de Cúcuta, hasta el valle de Santiago. Aquí, descansaron algunos días y se dedicaron a la caza para abastecerse y continuar la marcha; posteriormente pasaron al Realejo, donde el 8 de octubre de 1558, fundaban el primer asiento de Santiago de los Caballeros de Mérida (Venezuela) y nombraban el Cabildo que regiría la nueva ciudad andina.
Acto seguido, Rodríguez Suárez manda emisarios a Pamplona para notificar la fundación de la ciudad, pero las autoridades encierran en prisión a estos emisarios. Aquí salían a relucir las consecuencias del enfrentamiento entre los dos capitanes, puesto que a mediados de febrero de 1559, Juan Maldonado llegaba a Mérida al mando de 60 hombres, con la misión de prender a Rodríguez Suárez por haber fundado la nueva ciudad sin autorización. Sin enfrentamiento, arrestan al fundador y lo remiten a la Real Audiencia de Santa Fe.

## Calumnias y pleitos
En los primeros días de mayo de 1559 se iniciaba el proceso, e injustamente acusaban a Rodríguez Suárez de cometer atropellos, vejaciones y crímenes contra sus hombres y los indios de la comarca merideña. Niega los cargos que se le hacen, excepto el de haber fundado la ciudad de Mérida, lo cual justifica convencidamente diciendo que lo hizo a petición de sus soldados, y además basado en una real provisión del 27 de diciembre de 1555 en la que se autorizaba al Cabildo de Pamplona para buscar minas en la zona de la Sierra Nevada y poblar en las inmediaciones de aquellos parajes.
Pero las cosas se complican y se presenta acusación contra el fundador pidiendo la pena de muerte y la confiscación de todos sus bienes. Como el caso no estaba claro y Rodríguez Suárez no tenía ganas de morir, en un descuido, dándole un empellón al alcaide (hombre que, en la Edad Media, tenía a su cargo la guardia y defensa de una fortaleza) lo derriba y semidesnudo escapa de la cárcel y se refugia al amparo de una iglesia cercana.
Desde aquella iglesia, pasa a la casa rectoral de su coterráneo el obispo fray Juan de los Barrios, que le brinda asilo y protección. Pero la justicia lo prenderá nuevamente, y volverá otra vez a prisión. 
El caso no era fácil de solucionar y como la forma de salvar la honra y la vida era poner tierra de por medio, la noche del 21 de marzo con la ayuda de su coterráneo el obispo Juan de los Barrios, escapa Rodríguez Suárez y los dos hombres que había mandado, quienes también estaban presos con él.

## Nuevos horizontes
Los evadidos escaparon y buscaron refugio en Trujillo (Venezuela), que por entonces pertenecía a la Real Audiencia de Santo Domingo. En esta ciudad, el capitán Diego García de Paredes, que ya conocía a Rodríguez Suárez porque eran amigos y habían militado juntos en las conquistas neogranadinas, los agasajó y los protegió. 
Pero la Real Audiencia de Santa Fe no cejaba en su empeño de apresar a Rodríguez Suárez y envían una comisión. Los de Trujillo, para no entregar a Rodríguez Suárez, recurriendo a la burla, les dijeron "que como allí solamente sabían leer el Padrenuestro y el Ave María, no los entregaban porque no sabían lo que decían aquellos papeles". Este episodio es considerado como el primer ejercicio de asilo político en América y base de la jurisprudencia del derecho de asilo.
Después de este incidente, Rodríguez Suárez se quedó en Trujillo y enseguida encontró acomodo en las milicias locales que aspiraban a conquistar y poblar la comarca de los indios “caracas”. A finales de junio de 1561, emprendía la marcha hacia los parajes que habitaban las belicosas tribus en la región centro norte costera de la actual Venezuela.

## Nuevas expectativas fundadoras
Autorizado por el gobernador Pablo Collado, el capitán mestizo Francisco Fajardo, ya se encontraba en la región costera que pretendía someter. La ascendencia india de Fajardo, que era hijo de un capitán español y de la cacica Isabel de la isla de Margarita, y el conocimiento de las lenguas nativas, le ayudaban a Fajardo a obtener resultados pacificadores. Este, ya había fundado el hato ganadero de San Francisco, y en la costa, el pueblo de El Collado, hoy conocido como Caraballeda. 
Después de algunas escaramuzas con los indios, el cacique Guaicaipuro, que comandaba las tribus de la región, fingidamente pidió la paz, y Rodríguez Suárez creyéndolo, dejó a los mineros en las instalaciones, y con los soldados se dispuso a visitar a Fajardo. 
Pero el cacique y sus guerreros, al ver las minas sin protección, una noche atacó las instalaciones, incendiándolas y pasando a cuchillo a todos los que se encontraban en ellas, incluyendo tres hijos de corta edad de Rodríguez Suárez. Solamente pudo salvarse un indio de servicio que alcanzándolo, le dio la noticia.
Enterado de la desgracia, Rodríguez Suárez resolvió regresar, pero cuando llegaron a la ranchería de San Francisco, también la habían atacado los indígenas. Mataron a los indios de servicio, arrasaron los bohíos, destrozaron los corrales y asaetearon a la mayor parte de las reses del hato ganadero. 
Acomodaron lo que estaba destruido y, para imponer respeto a los indígenas, decidieron la creación de una ciudad. En el mismo lugar Rodríguez Suárez fundaba la villa de San Francisco. Acto seguido, daba legalidad a la fundación; repartió tierras y solares entre sus soldados y nombró alcaldes y regidores. Así nacía el primitivo asiento de Caracas, la futura capital venezolana.

## Fallecimiento
Un hecho casual va a tener consecuencias funestas para el capitán Rodríguez Suárez. El 29 de agosto de 1561, el rebelde Lope de Aguirre y sus marañones habían zarpado de la isla Margarita y el 2 de septiembre del mismo año desembarcaron en Borburata, y camino de Barquisimeto seguían cometiendo asesinatos y tropelías. Rodríguez Suárez le salió al encuentro con varios soldados para emboscarlos y terminar con los insurrectos, pero los aborígenes que le seguían los pasos, los cercaron y, después de tres días de lucha, dieron muerte a Rodríguez Suárez y a sus acompañantes a finales de septiembre del citado año.